# Mascalucia
Mascalucia là một đô thị ở tỉnh Catania trong vùng Sicilia, có khoảng cách khoảng 160 km về phía đông nam của Palermo và cách khoảng 6 km về phía bắc của Catania. Tại thời điểm ngày 31 tháng 12 năm 2004, đô thị này có dân số 26.068 người và diện tích là 16,2 km².
Mascalucia giáp các đô thị: Belpasso, Catania, Gravina di Catania, Nicolosi, Pedara, San Pietro Clarenza, Tremestieri Etneo.